# Славянские языки
Славя́нские языки́ — группа родственных языков индоевропейской языковой семьи, распространённых в ряде стран Центральной и Восточной Европы и Северной Азии. Общее число говорящих — более 400 млн человек, преимущественно являющихся славянами. 
Славянские языки имеют большую степень близости друг к другу; она обнаруживается в структуре слов, употреблении грамматических категорий, структуре предложения, семантике, системе регулярных звуковых соответствий, морфонологических чередованиях. Эта близость объясняется единством происхождения славянских языков и их длительными и интенсивными контактами между собой на уровне литературных языков и диалектов.
После окончания миграций славян ускорился процесс разъединения и образования самостоятельных славянских языков. Длительное самостоятельное развитие славянских народов в разных этнических, географических и историко-культурных условиях, их контакты с различными этническими группами привели к появлению материальных, функциональных и типологических различий между ними.

## Классификация
Славянские языки по степени их близости друг к другу принято делить на 3 группы: восточнославянскую, южнославянскую и западнославянскую. Распределение славянских языков внутри каждой группы имеет свои особенности. Каждый славянский язык включает в свой состав литературный язык со всеми его внутренними разновидностями и свои территориальные диалекты. Диалектное дробление и стилистическая структура внутри каждого славянского языка неодинаковы.
Ветви славянских языков: 
| - Восточнославянская ветвь - белорусский (ISO 639-1: be; ISO 639-3: bel) - древнерусский † (ISO 639-1: — ; ISO 639-3: orv) - древненовгородский диалект † (ISO 639-1: — ; ISO 639-3: —) - западнорусский † (ISO 639-1: — ;ISO 639-3: —) - русский (ISO 639-1: ru; ISO 639-3: rus) - украинский (ISO 639-1: uk; ISO 639-3: ukr) - русинский (ISO 639-1: — ; ISO 639-3: rue) | - Западнославянская ветвь - Лехитская подгруппа - Померанские (поморские) языки - кашубский (ISO 639-1: — ; ISO 639-3: csb) - словинский † (ISO 639-1: — ; ISO 639-3: —) - полабский † (ISO 639-1: — ; ISO 639-3: pox) - польский (ISO 639-1: pl; ISO 639-3: pol) - силезский (ISO 639-1: — ; ISO 639-3: szl) - Лужицкая подгруппа - верхнелужицкий (ISO 639-1: — ; ISO 639-3: hsb) - нижнелужицкий (ISO 639-1: — ; ISO 639-3: dsb) - Чешско-словацкая подгруппа - словацкий (ISO 639-1: sk; ISO 639-3: slk) - чешский (ISO 639-1: cs; ISO 639-3: ces) - кнаанит † (ISO 639-1: — ; ISO 639-3: czk) | - Южнославянская ветвь - Восточная группа - болгарский (ISO 639-1: bg; ISO 639-3: bul) - македонский (ISO 639-1: mk; ISO 639-3: mkd) - старославянский † (ISO 639-1: cu; ISO 639-3: chu) - церковнославянский (ISO 639-1: cu; ISO 639-3: chu) - Западная группа - сербско-хорватская группа/сербскохорватский язык (ISO 639-1: sh ; ISO 639-3: hbs): - боснийский (ISO 639-1: bs; ISO 639-3: bos) - сербский (ISO 639-1: sr; ISO 639-3: srp) - славяносербский † (ISO 639-1: — ;ISO 639-3: —) - хорватский (ISO 639-1: hr; ISO 639-3: hrv) - кайкавский (ISO 639-3: kjv) - молизско-славянский (ISO 639-3: svm) - черногорский (ISO 639-3: cnr) - словенский (ISO 639-1: sl; ISO 639-3: slv) |

А. Б. Долгопольский указывает, что западнославянская и южнославянская подгруппы являются конвенциональными, а не генетическими объединениями, то есть до их становления не существовало празападнославянского и праюжнославянского языков.
Рядом исследователей, помимо названных выше языков, выделяются вымершие ныне языки, в прошлом занимавшие промежуточное положение между южнославянскими и западнославянскими (паннонскославянский язык), а также между южнославянскими и восточнославянскими языками (дакославянский язык).
Существует также деление на две группы, северославянская и южнославянская.

## Происхождение
Славянские языки в рамках индоевропейской семьи наиболее близки балтийским языкам. Сходство между двумя группами послужило основой для теории «балто-славянского праязыка», согласно которой из индоевропейского праязыка сначала выделился балто-славянский праязык, позже распавшийся на прабалтийский и праславянский. Некоторые учёные, однако, объясняют их особую близость длительным контактом древних балтов и славян и отрицают существование общего балто-славянского языка. Лексика славянских языков — в основном индоевропейского происхождения; многие элементы, не находящие точных соответствий в древних индоевропейских языках, также связывают с балтославянской общностью.
Не установлено, на какой территории произошло обособление славянского языкового континуума из индоевропейского/балто-славянского. Из одного из индоевропейских диалектов (протославянского) образовался праславянский язык, который является родоначальником всех современных славянских языков. История праславянского языка была более длительной, чем история отдельных славянских языков. В течение длительного времени он развивался как единый диалект с тождественной структурой. Диалектные варианты возникли позже.
Процесс перехода праславянского языка в самостоятельные языки наиболее активно проходил во 2-й половине I тысячелетия нашей эры — в период становления ранних славянских государств на территории Юго-Восточной и Восточной Европы. В этот период значительно увеличилась область расселения славян. Были освоены районы различных географических зон с различными природными и климатическими условиями; славяне вступили во взаимоотношения с обитателями этих территорий, стоявшими на разных ступенях культурного развития. Всё это отразилось на истории славянских языков.

## История

### Время разделения

#### Грей и Аткинсон
Аткинсон и Грей выполнили статистический анализ родственных слов 103 живых и мёртвых индоевропейских языков (из примерно 150 известных), пользуясь лексико-статистической базой данных (её создала, по спискам Сводеша, Айсидор Дайен) и дополнительной информацией.
Методом Монте-Карло были сгенерированы миллионы случайных «языковых деревьев», без учёта их исторической и лингвистической правдоподобности. Предполагалось, что, хотя скорость эволюции на ветвях дерева языков может различаться и распределяться случайным образом, этот разброс не может быть слишком большим. Например, если забыть всё, что известно об истории народов и их языков, то возможный исход событий, возводящий армянский и исландский языки к недавнему общему предку, оказался бы чрезвычайно неправдоподобным — просто потому, что скорость их эволюции пришлось бы принять слишком высокой по сравнению с другими ветвями древа.
Данные, полученные Греем и Аткинсоном методами байесовского анализа и опубликованные в журнале «Science» в 2012 году, уверенно указывают на возраст праиндоевропейского языка в промежутке от 8000 до 9500 лет и на анатолийское происхождение языка. Именно в это время от общего ствола отделились предки хеттов.
Славянское языковое единство, по результатам их исследований, распалось 1300 лет назад, то есть около VIII века нашей эры. Балто-славянское языковое единство распалось 3400 лет назад, то есть около XV века до н. э.
Методы и результаты Грея и Аткинсона были подвергнуты резкой критике в разных аспектах.

#### Чанг, Кэткарт, Холл и Гарретт
В феврале 2015 года было опубликовано исследование Уилла Чанга, Чундры Кэткарта, Дэвида Холла и Андрю Гарретта под названием «Ancestry-constrained phylogenetic analysis supports the Indo-European steppe hypothesis», которое подтверждает датировку возраста индоевропейской языковой семьи, соответствующую курганной гипотезе, а именно 5500—6500 лет назад, то есть 3500—4500 годы до н. э. В этой работе было рассмотрено по 200 слов из мёртвых и живых индоевропейских языков и с помощью статистического моделирования определена вышеназванная дата начала расхождения языков этой семьи. Славянские языки, по результатам этого исследования, начали расходиться за 1240 лет до настоящего времени, то есть в 710 году н. э.

#### Касьян, Дыбо
В сентябре 2015 года А. С. Касьян и А. В. Дыбо, в рамках междисциплинарного исследования по славянскому этногенезу, издали лексикостатистическую классификацию славянских языков, построенную на качественных 110-словных списках Сводеша, собранных по стандарту проекта «Глобальная лексикостатистическая база данных / Global Lexicostatistical Database» и обработанных современными филогенетическими алгоритмами.
Полученное датированное дерево находится в согласии с традиционной славистической точкой зрения на структуру славянской языковой группы. Дерево предполагает первое разделение праславянского языка на три ветви: восточную, западную и южную. Время распада датируется около 100 года н. э.; это согласуется со мнением археологов, что в начале 1-го тысячелетия н. э. славянская популяция занимала довольно обширную территорию и уже не была однородной. Далее, в V—VI веках н. э., три славянские ветви почти синхронно разделились на более дробные таксоны, что соответствует быстрому распространению славян по Восточной Европе и Балканам во второй половине 1-го тысячелетия н. э. (славянизация Европы).
Из анализа был исключён словенский язык, так как люблянское койне и литературный словенский показывают смешение южнославянских и западнославянских лексических черт (предположительно, это может указывать на исходную западнославянское происхождение словенского языка, который в течение длительного времени подвергался влиянию соседних сербохорватских диалектов), а качественные сводешевские списки для словенских диалектов в то время не были собраны. Из-за нехватки или ненадёжности лексических данных в исследовании не были охвачены так называемый древненовгородский диалект, полабский язык и некоторые другие славянские идиомы.

### История развития
В ранний период развития славянского праязыка сложилась новая система гласных сонантов, значительно упростился консонантизм, получила широкое распространение в аблауте ступень редукции, корень слова перестал подчиняться древним ограничениям. Праславянский язык входит в группу сатем (праслав. sьrdьce, pisati, prositi, ср. лат. cor, — cordis, pictus, precor; праслав. zьrno, znati, zima, ср. лат. granum, cognosco, hiems). Эта черта, однако, проявила себя не полностью: ср. праслав. *kamy, *kosa, *gǫsь, *gordъ, *bergъ и др.
Праславянская морфология представляет существенные отклонения от индоевропейского типа. Это, прежде всего, относится к глаголу, в меньшей степени — к имени.
Большинство суффиксов сложилось уже на праславянской почве. В ранний период своего развития праславянский язык пережил ряд преобразований в области лексики. Сохранив в большинстве случаев старую индоевропейскую лексику, он в то же время утратил некоторые лексемы (например, некоторые термины из области социальных отношений, природы и т. д.). Много было утрачено слов в связи с различного рода запретами (табу). Например, было утрачено наименование дуба — индоевропейское perkuos, откуда латинское quercus. В праславянском языке утвердилось табуистическое dǫbъ, откуда «дуб», пол. dąb, болг. дъб и т. д. Было утрачено индоевропейское название медведя. Оно сохраняется лишь в новом научном термине «Арктика» (ср. греч. ἄρκτος). Индоевропейское слово в праславянском языке было заменено на табуистическое сочетание слов *medvědь (первоначально — «поедатель мёда», от мёд и *ěd-).
В период балто-славянской общности в праславянском языке были утрачены гласные сонанты, на их месте возникли дифтонгические сочетания в положении перед согласными и последовательности «гласный сонант перед гласными» (sъmьrti, но umirati), интонации (акут и циркумфлекс) стали релевантными признаками. Важнейшими процессами праславянского периода были утрата закрытых слогов и смягчение согласных перед йотом. В связи с первым процессом все древние дифтонгические сочетания перешли в монофтонги, возникли слоговые плавные, носовые гласные, произошло перемещение слогораздела, вызвавшее, в свою очередь, упрощение групп согласных, явления межслоговой диссимиляции. Эти древнейшие процессы наложили отпечаток на все современные славянские языки, что отражено во многих чередованиях: ср. «жать — жну»; «взять — возьму», «имя — имена», чеш. žít — žnu, vzít — vezmu; сербохорв. жети — жањем, узети — узмем, име — имена. Смягчение согласных перед йотом отражено в виде чередований с — ш, з — ж и др. Все эти процессы оказали сильное воздействие на грамматический строй, на систему флексий. В связи со смягчением согласных перед йотом был пережит процесс так называемой «первой палатализации» задненёбных: к > ч, г > ж, х > ш. На этой основе ещё в праславянском языке сложились чередования к : ч, г : ж, х : ш, которые оказали большое влияние на именное и глагольное словообразование.
Позже развились вторая и третья палатализации задненёбных, в результате которых возникли чередования к : ц, г : дз (з), х : с (х). Имя в праславянском языке изменялось по падежам и числам. Кроме единственного и множественного чисел, в нём существовало двойственное число, которое позже утратилось почти во всех славянских языках, кроме словенского и лужицких, при этом его остатки сохраняются сегодня почти во всех славянских языках.
Существовали именные основы, выполняющие функции определений. В поздний праславянский период возникли местоименные прилагательные. Глагол имел основы инфинитива и настоящего времени. От первых образовывались инфинитив, супин, аорист, имперфект, причастия на -л, причастия действительного залога прошедшего времени на -въ и причастия страдательного залога на -н. От основ настоящего времени образовывались настоящее время, повелительное наклонение, причастие действительного залога настоящего времени. Позже в некоторых славянских языках от этой основы начал образовываться имперфект.
В праславянском языке начали выделяться диалекты. Существовали три группы диалектов: восточная, западная и южная. Из них потом образовались соответствующие языки. Группа восточнославянских диалектов была наиболее компактной. В западнославянской группе были 3 подгруппы: лехитская, серболужицкая и чешско-словацкая. Южнославянская группа была в диалектном отношении наиболее раздробленной.
Праславянский язык испоьзовался в догосударственный период истории славян, когда господствовал родо-племенной общественный строй. Существенные изменения произошли в период раннего феодализма. В XII—XIII веках происходила дальнейшее отделение славянских языков друг от друга: произошла утрата свойственных праславянскому языку сверхкратких (редуцированных) гласных ъ и ь. В одних случаях они исчезли, в других — перешли в гласные полного образования. В конечном итоге, произошли существенные изменения в фонетическом и морфологическом строе славянских языков, в их лексическом составе.

## Письменность
Первая литературная обработка славянских языков была проведена в 860-х годах. Создателями славянской письменности были братья Кирилл (Константин-Философ) и Мефодий, которые перевели для нужд Великой Моравии с греческого языка на старославянский литургические тексты. 
В своей основе новый литературный язык имел южно-македонский (солунский) диалект, но в Великой Моравии он усвоил много местных языковых особенностей. Позже он получил дальнейшее развитие в Болгарии. На этом языке (обычно называемом «старославянским языком») была создана богатейшая оригинальная и переводная литература в Моравии, Паннонии, Болгарии, на Руси, в Сербии. Существовало два славянских алфавита: глаголица и кириллица. От IX века славянских текстов не сохранилось. Самые древние относятся к X веку: «Добруджанская надпись» 943 года, надпись царя Самуила 993 года, «Варошская надпись» 996 года и другие. Начиная с XI века сохранилось больше славянских памятников.
Современные славянские языки используют алфавиты на основе кириллицы и латиницы. Глаголица применяется в католическом богослужении в Черногории и в нескольких прибрежных районах Хорватии. В Боснии в течение некоторого времени параллельно с кириллицей и латиницей использовался также арабский алфавит.

## Фонетика и фонология
В области фонетики между славянскими языками имеются некоторые существенные различия.
В большинстве современных славянских языков утрачено противопоставление гласных по долготе / краткости, в то же время в чешском и словацком языках (исключая североморавский и восточнословацкий диалекты), в литературных нормах штокавской группы (сербской, хорватской, боснийской и черногорской), а также отчасти в словенском языке эти различия до сих пор сохраняются.
В лехитских языках — польском и кашубском — сохраняются носовые гласные, которые были утрачены в других славянских языках (носовые гласные были свойственны также фонетической системе вымершего полабского языка). Долгое время носовые гласные сохранялись в болгарско-македонском и в словенском языковых ареалах (в периферийных говорах соответствующих языков реликты назализации отражаются в ряде слов до настоящего времени).
Славянским языкам свойственно наличие палатализации согласных — приближение плоской средней части языка к нёбу при произнесении звука. Почти все согласные в славянских языках могут быть твёрдыми (непалатализованными) или мягкими (палатализованными). В силу ряда депалатализационных процессов противопоставление согласных по твёрдости / мягкости в языках чешско-словацкой группы значительно ограничено (в чешском сохранилась оппозиция t — t’, d — d’, n — n’, в словацком — t — t’, d — d’, n — n’, l — l’, при этом в западнословацком диалекте, вследствие ассибиляции t’, d’ и последующего их отвердения, а также отвердения l’, представлена как правило только одна пара n — n’, в ряде западнословацких говоров (поважских, трнавских, загорских) парные мягкие согласные отсутствуют полностью). Противопоставление согласных по твёрдости / мягкости не сложилась в сербохорватско-словенском и западноболгарско-македонском языковых ареалах — из старых парных мягких согласных только n’ (< *nj), l’ (< *lj) не подверглись отвердению (в первую очередь, в сербохорватском ареале).
Ударение в словах славянских языков ставится по-разному. В большинстве славянских языков (кроме сербохорватского и словенского) политоническое праславянское ударение сменилось динамическим. Свободный, подвижный характер праславянского ударения сохранился в русском, украинском, белорусском и болгарском языках, а также в торлакском наречии и северном диалекте кашубского языка (подвижным ударение было и в вымершем полабском языке). В среднерусских говорах (и, соответственно, в русском литературном языке), в южнорусском наречии, в севернокашубских говорах, а также в белорусском и болгарском языках такой тип ударения вызвал редукцию безударных гласных. В ряде языков — прежде всего, в западнославянских — сложилось фиксированное ударение, закреплённое за определённым слогом слова или тактовой группы. На предпоследний слог ударение падает в польском литературном языке и большинстве его диалектов, в чешском североморавском и восточнословацком диалектах, в юго-западных говорах южного диалекта кашубского языка, а также в лемковском диалекте. На первый слог ударение падает в чешском и словацком литературном языках и большинстве их диалектов, в лужицких языках, в южнокашубском диалекте, а также в некоторых гуральских говорах малопольского диалекта. В македонском языке ударение также фиксированное — оно падает не далее, чем на третий слог от конца слова (акцентной группы). В словенском и сербскохорватском языках ударение политоническое, разноместное; по их диалектам тонические характеристики и распределение ударения в словоформах различны. В центральнокашубском диалекте ударение разноместное, но закреплено за определённой морфемой.

## Сходства и различия славянских языков
В силу исторических причин славянским языкам удалось сохранить значительное сходство друг с другом. В то же время почти каждый из них обладает рядом уникальных черт.
|                                      | Восточная группа                                                                             | Восточная группа                                                                             | Восточная группа                                                            | Западная группа | Западная группа                                                                                      | Западная группа                                                                | Южная группа | Южная группа                                                                        | Южная группа                                                                        | Южная группа                                                                 |
| русский                              | украинский                                                                                   | белорусский                                                                                  | польский                                                                    | словацкий | чешский                                                                                              | сербохорватский                                                                | болгарский | македонский                                                                         | словенский                                                                          |                                                                              |
| ------------------------------------ | -------------------------------------------------------------------------------------------- | -------------------------------------------------------------------------------------------- | --------------------------------------------------------------------------- | --- | --- | ------------------------------------------------------------------------------ | --- | ----------------------------------------------------------------------------------- | ----------------------------------------------------------------------------------- | ---------------------------------------------------------------------------- |
| Число носителей, млн чел.            | 250                                                                                          | 45                                                                                           | 6,4                                                                         | 40 | 5,2                                                                                                  | 9,5                                                                            | 21 | 8,5                                                                                 | 2                                                                                   | 2,2                                                                          |
| Ближайший родственник                | белорусский, украинский                                                                      | белорусский                                                                                  | украинский                                                                  | кашубский | чешский                                                                                              | словацкий                                                                      | словенский | македонский                                                                         | болгарский                                                                          | сербохорватский                                                              |
| Письменность                         | кириллица                                                                                    | кириллица                                                                                    | кириллица, латиница в США и Канаде                                          | латиница | латиница                                                                                             | латиница                                                                       | кириллица/латиница | кириллица                                                                           | кириллица/латиница                                                                  | латиница                                                                     |
| Отличия от других славянских языков  | - редукция безударных гласных (аканье); - Сохранение мягких согласных [г’], [к’], [д’], [р’] | - чередование o-i, e-i в закрытом слоге - утрата звука [g] во всех исконно-славянских словах | - дзеканье и цеканье; - Совпадение всех безударных [э] и [о] в [а] (аканье) | - носовые гласные; - дзеканье и цеканье; - два ряда шипящих согласных; - ударение фиксировано на предпоследнем слоге | - ударение фиксировано на первом слоге; - разделение долгих и кратких гласных; - восходящие дифтонги | - ударение фиксировано на первом слоге; - разделение долгих и кратких гласных; | - музыкальное ударение - раскол на 4 литературных стандарта (сербский язык, хорватский язык, боснийский язык, черногорский язык) | - утрата падежей; - разнообразие глагольных форм; - отсутствие инфинитива - артикли | - утрата падежей; - разнообразие глагольных форм; - отсутствие инфинитива - артикли | - наличие двойственного числа; - высокая неоднородность (более 40 диалектов) |
| Тип ударения                         | свободное динамическое                                                                       | свободное динамическое                                                                       | свободное динамическое                                                      | фиксированное на предпоследний слог                                                                                  | фиксирован- ное на пер- вый слог                                                                     | фиксирован- ное на пер- вый слог                                               | свободное музыкальное, кроме последнего слога                                                                                    | свободное динамическое                                                              | фиксирован- ное (не далее третьего сло- га от конца слова)                          | свободное музыкальное                                                        |
| Морфология: звательная форма (падеж) | нет                                                                                          | есть                                                                                         | есть                                                                        | есть | нет                                                                                                  | есть                                                                           | есть | есть                                                                                | есть                                                                                | нет                                                                          |

## Влияние

### Языки Юго-Восточной Европы
Румынский, албанский и венгерский языки показывают влияние соседних славянских языков в терминологии городской жизни, сельского хозяйства, ремёсел и торговли — основных культурных новшеств во времена ограниченного долгосрочного культурного контакта. В каждом из этих языков славянские лексические заимствования составляют не менее 15 % от общего современного словарного запаса. Предположительно, это объясняется контактом в период, когда славянские племена пересекли и частично заселили территории, населённые древними иллирийцами и валахами, на своём пути к Балканам.

### Германские языки
Макс Фасмер, специалист в области славянской этимологии, утверждал, что славянских заимствований в прагерманский язык не было, однако есть отдельные славянские заимствования (возможно, также ранние) в других германских языках; нем. Grenze, нидерл. grens, скорее всего, происходит от общеславянского «граница». В Восточной Германии и Австрии довольно часто встречаются топонимы славянского происхождения — в частности, названия городов Шверин, Росток, Любек, Берлин, Дрезден, названия исторических областей (Померания). Английское слово quark (разновидность сыра и субатомная частица) является производным от немецкого Quark, что, в свою очередь, происходит от праслав. тварогъ. Окончания -ау (-au) в германских топонимах славянского происхождения и немецких фамилиях в большинстве случаев являются германизированными окончаниями «-ов» (-ow).
В скандинавских языках имеется значительный ряд заимствований из славянских языков, связанных с мореходством и торговлей, унаследованных, вероятно, как итог скандинаво-славянских контактов: например, lodhia («ладья, грузовое судно»), pråm («баржа», от восточнославянского pramŭ), torg («рынок, торговая площадь»), besman/bisman («безмен»), pitschaft («печать»), tolk («переводчик», от древнеславянского tlŭkŭ; последнее также распространено в средненижненемецком) и т. д.

### Финно-угорские языки
В современных прибалтийско-финских языках имеется ряд заимствований из славянских языков, усвоенных, возможно, ещё в прафинно-прибалтийский период, как считал финский лингвист-этимолог Петри Каллио. Например, слова наподобие lusikka («ложка»), sini- («синий») имеются во всех прибалтийско-финских языках. Тем не менее многие заимствования, если они являются таковыми, приобрели в ходе истории финнизированную форму, что затрудняет определение того, являются ли такие слова исконными для прибалтийско-финских языков или славянскими заимствованиями.

### Другие
На сегодняшний день существует множество слов славянского происхождения, встречающихся во многих современных языках. В основном это богемизмы (робот и пистолет), полонизмы (вампир), русизмы (заструга, водка, спутник). Некоторые славянизмы, распространённые в неславянских языках, не имеют однозначной этимологии (например, англ. polje).
Большинство языков бывшего Советского Союза и некоторых соседних стран (например, монгольский) до сих пор находится под значительным влиянием русского языка, что особенно проявляется в их лексике.

## Литературные языки
В эпоху феодализма славянские литературные языки, как правило, не имели строгих норм. Иногда функции литературного выполняли языки, отличные от местного разговорного (на Руси — церковнославянский язык, в Чехии и Польше — латинский язык).
Русский литературный язык пережил многовековое и сложное становление. Он вобрал в себя народные элементы и элементы старославянского языка, испытав при этом влияние многих европейских языков.
Украинский литературный язык развился на основе средненадднепрянского говора Центральной Украины, также вобрав в себя многие элементы других диалектов украинского языка. Зачинателем украинского литературного языка считается Иван Петрович Котляревский, использовавший в написанной в 1798 году поэме «Энеида» материал народных полтавских говоров. В основе современного белорусского литературного языка лежат прежде всего разновидности среднебелорусских говоров, распространённые вокруг Минска.
В Чехии в XVIII веке литературный язык, достигший в XIV—XVI веках большого совершенства, почти исчез. В городах господствовал немецкий язык. В период национального возрождения в Чехии искусственно возродили язык XVI века, который в это время уже был далёк от народного языка. История чешского литературного языка XIX—XX веков отражает взаимодействие старого книжного языка и разговорного. Словацкий литературный язык имел другую историю: он развивался на основе народного языка. В Сербии до XIX века господствовал церковнославянский язык. В XVIII веке начался процесс сближения этого языка с народным. В результате реформы, проведённой Вуком Караджичем в середине XIX веке, был создан новый литературный язык. Македонский литературный язык окончательно сложился в середине XX века.
Кроме «больших» славянских языков, существует ряд малых славянских литературных языков (микроязыков), которые обычно используются наряду с национальными литературными языками и обслуживают или относительно малые этнические группы, или даже отдельные литературные жанры.